# Beckiella vitiosa
Beckiella vitiosa är en kvalsterart som beskrevs av Sandór Mahunka 1985. Beckiella vitiosa ingår i släktet Beckiella och familjen Dampfiellidae. Inga underarter finns listade.